# Otto Guibovich
Otto Napoleón Guibovich Arteaga (Macate, 12 de diciembre de 1953) es un militar peruano en situación de retiro que ostenta el grado de general de División. Fue congresista de la república por Áncash durante el breve periodo 2020-2021 y ocupó el puesto de comandante general del Ejército del Perú, entre el 5 de diciembre del 2008 y el 5 de diciembre del 2010, bajo la presidencia de Alan García.

## Biografía
Nació en la ciudad de Macate, ubicado al norte de Chimbote en el departamento de Áncash, el 12 de diciembre de 1953.
Estudió en el Colegio Militar "Leoncio Prado" en el Callao. En marzo de 1973 ingresó a la Escuela Militar de Chorrillos, y se graduó como subteniente del Arma de Infantería, en enero de 1976. 
Tiene estudios en las maestrías de Administración (Troy State University de Estados Unidos) y Filosofía (Maastricht School of Management - Centrum-Católica), además es DBA (c) en Administración Estratégica (Centrum-Católica). Es egresado del Programa de Alta Dirección de la Universidad de Piura.

## Carrera militar
Su carrera militar la inicia en el Batallón de Infantería Motorizado N.º 5 de Zarumilla, continuando luego en las Fuerzas Especiales del Ejército. Realizó estudios en la Unión Soviética y también en Gran Bretaña. Fue instructor invitado en la Escuela de Infantería del Ejército de los Estados Unidos de América y agregado militar a la Embajada de Perú en La Habana.
También ha sido instructor en la Escuela de Comandos del Ejército, en la Escuela Militar de Chorrillos, comandante del Batallón Contra Subversivo N° 313 en Tingo María, Oficial de Intercambio como instructor en la Escuela de Infantería del Ejército de los Estados Unidos, Jefe del Batallón de Cadetes de la EMCH, instructor en la Escuela Superior de Guerra, jefe de Estado Mayor Operativo de la 2.ª Brigada de Infantería – Ayacucho, comandante del Batallón de Comandos N° 19, agregado militar en la República de Cuba, comandante general de la 1.ª Brigada de Fuerzas Especiales, subdirector de Bienestar del Ejército, director de Salud del Ejército. Como general de División desempeñó el cargo de comandante general de la 2.ª División de Ejército y comandante del Comando Operacional del Centro. En el año 2008 fue jefe del Estado Mayor Conjunto de las Fuerzas Armadas del Perú.
El 4 de diciembre del 2008, Otto Guibovich fue nombrado como comandante general del Ejército del Perú mediante resolución firmada por el presidente Alan García, a propuesta del ministro Ántero Flores-Aráoz.
Fue asesor de la alta dirección del Registro Nacional de Identificación y Estado Civil (RENIEC) en temas relacionados con la Seguridad lógica y física y Defensa Nacional. Es consultor de estrategia y operaciones, así como docente y ponente en algunas escuelas de posgrado.

## Carrera política
Otto Guibovich incursionó en el ámbito político cuando integró la Alianza Solidaridad Nacional y fue vocero del plan de gobierno de la candidatura presidencial de Luis Castañeda Lossio para las elecciones generales del año 2011.

### Congresista de la República
En el año 2019 se afilió al partido Acción Popular y posteriormente participó en las elecciones parlamentarias extraordinarias del año 2020 como candidato al Congreso de la República representando al departamento de Áncash. Guibovich fue elegido como congresista, obteniendo votos, y juramentó para completar el disuelto periodo parlamentario 2016-2021.
En su periodo parlamentario formó parte de las comisiones de Fiscalización y Contraloría; de Defensa Nacional, Orden Interno, Desarrollo Alternativo y Lucha contra las Drogas y la de Inteligencia. De igual forma, fue parte de la Comisión Permanente y también ejerció como vocero de la bancada de Acción Popular.
Guibovich se mostró a favor de la vacancia del presidente Martín Vizcarra durante los dos procesos, el segundo de los cuales terminó sacando al expresidente siendo uno de los 105 parlamentarios que votó a favor de la vacancia presidencia contra Vizcarra por incapacidad moral.
En el año 2021 fue elegido como presidente de la Comisión investigadora del Caso Vacunagate.
Renunció a Acción Popular en 2021 y luego se integró al partido Renovación Popular de Rafael López Aliaga donde decidió participar como candidato al Gobierno Regional de Áncash en las elecciones regionales del 2022, quedando tachado por el Jurado Nacional de Elecciones.